# Bartolomeo Rota
Bartolomeo Rota (Cremona, 1668 – Napoli, 11 ottobre 1751) è stato un mercante e nobile italiano.

## Biografia

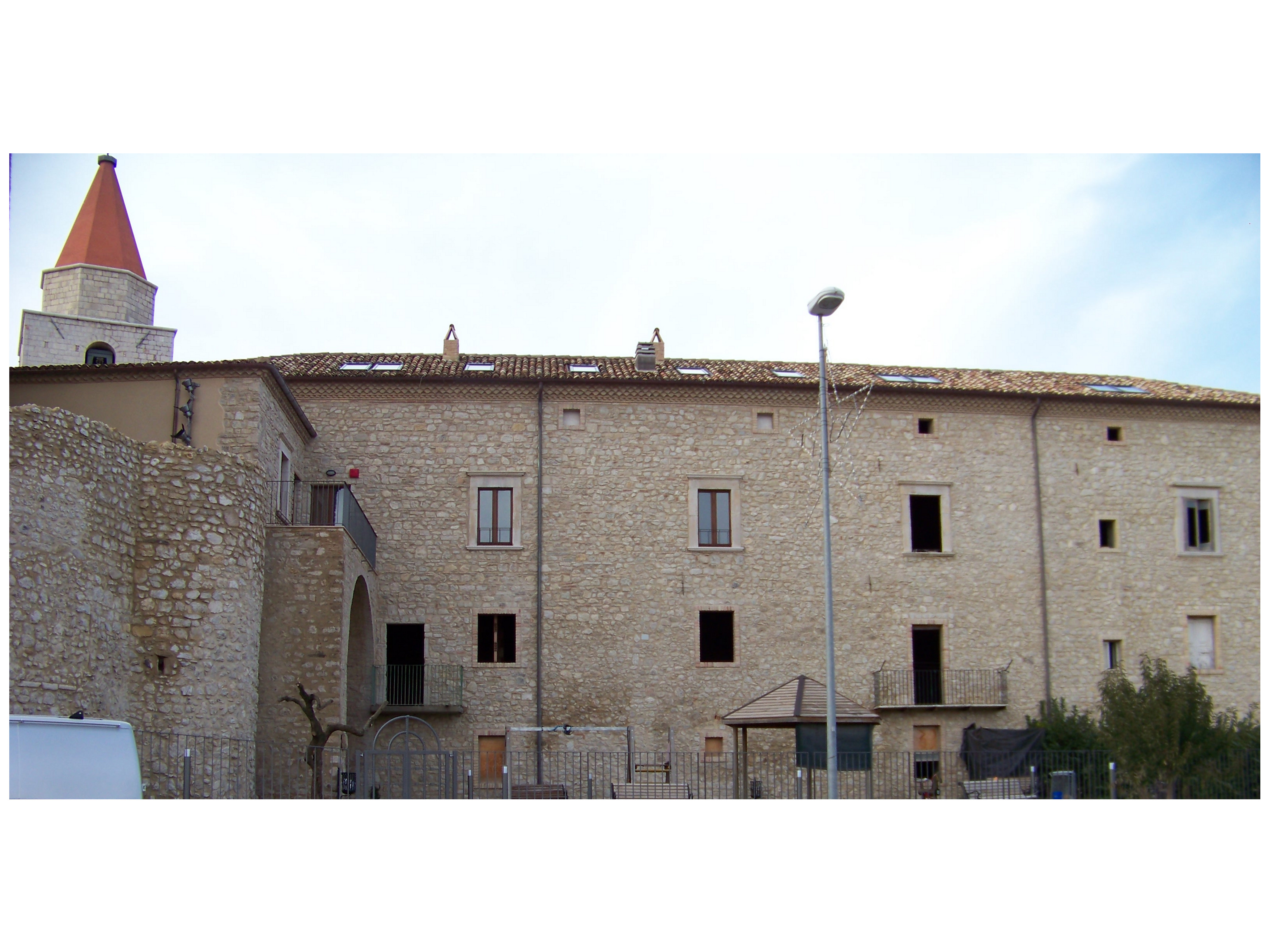
Palazzo marchesale, Colletorto

Nasce a Cremona nel 1668 da Gian Giacomo Rota e Paola Caliari. Figlio di un'antica famiglia di mercanti cremonesi, all'età di 12 anni si trasferisce a Napoli assieme a suo zio Camillo Rota. Qui diventa un abile cambiatore nel ramo mercantile con enormi depositi di denaro presso i maggiori banchi della città, come il Sant'Eligio, il San Giacomo e Vittoria e il Monte di Pietà. 
Diventa inoltre uno dei principali importatori di tessuti di seta e commerciava anche altri articoli minuti sulla piazza mercantile napoletana.
Il 18 febbraio 1703 sposa nella parrocchia di Sant'Anna di Palazzo a Napoli, Emanuela Giordano, figlia minore del pittore Luca Giordano e stabilisce la propria dimora a Napoli in via Toledo, nel palazzo Valcarcel.

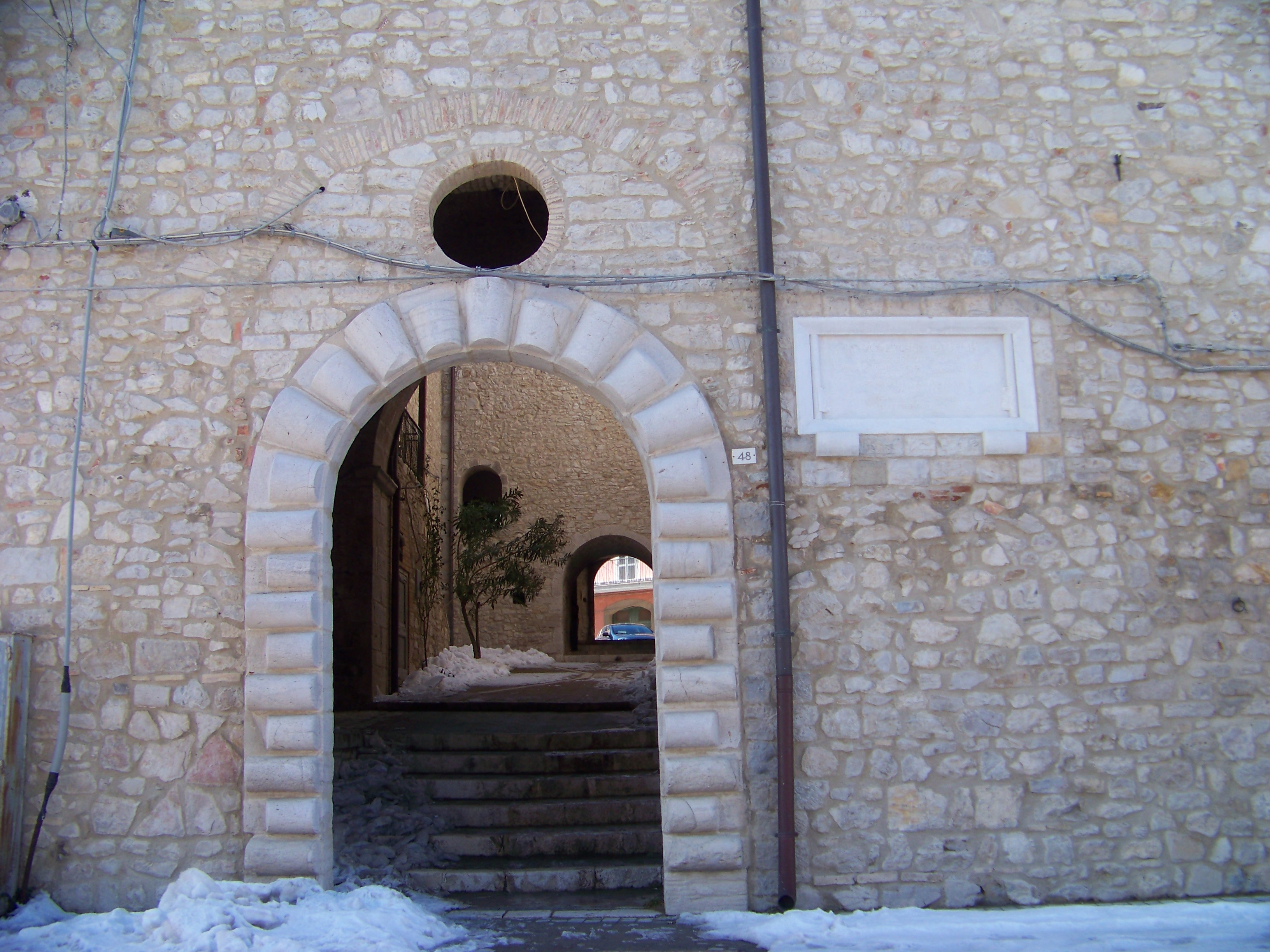
entrata "secondaria" palazzo marchesale, Colletorto

Nel 1704 acquista per 27 100 ducati il feudo di Colletorto con il titolo di marchese che manterrà fino al 1762, confiscato qualche anno prima a Gaetano Gambacorta a seguito del fallimento della Congiura di Macchia. 
Nel 1718 acquista per altri 24 934 ducati anche il feudo di San Giuliano di Puglia con il titolo di barone. A Colletorto fece costruire il palazzo marchesale e nel 1730 a sue spese provvide al recupero del monastero di Sant'Alfonso Maria de'Liguori, a San Giuliano di Puglia la sua presenza contribuì alla ricostruzione del centro storico.
Nel 1735 in qualità di negoziante fu membro dell'Asemblea de Ministros y Negociantes del Regno di Napoli.
Lo stemma del Comune di Colletorto in precedenza era rappresentato da una ruota, simbolo dei Rota.